# پایگاه نیروی هوایی بال
پایگاه نیروی هوایی بال (به انگلیسی: Cannon Air Force Base) یک فرودگاه است . این فرودگاه در کشور کیریباتی قرار دارد .